# Kanon turyński

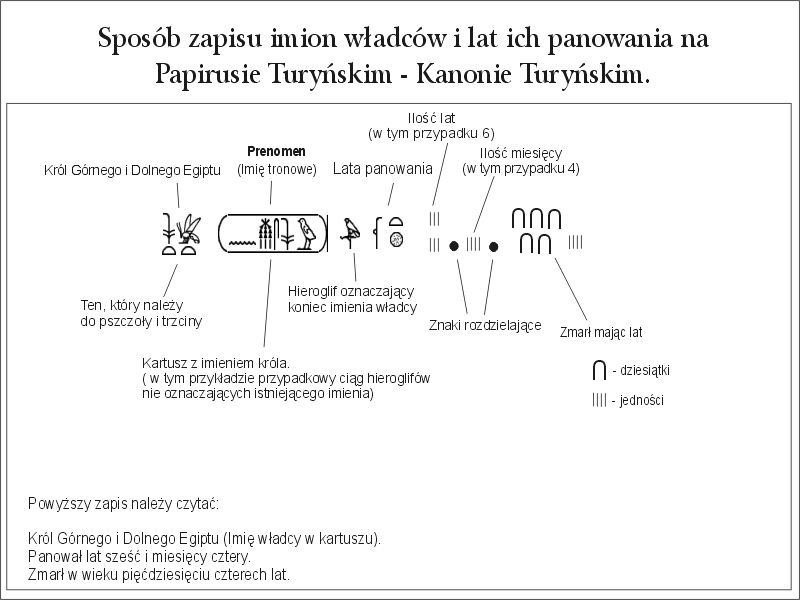
Sposób zapisu imion władców i czasu ich panowania

Kanon turyński, Papirus turyński, Królewska Lista z Turynu – unikatowy papirus, napisany w hieratyce, obecnie znajdujący się w Museo delle Antichità Egizie w Turynie, skąd wywodzi się jego współczesna nazwa.
Prawdopodobne datowanie tekstu przypada na czasy Ramzesa II. Papirus wymienia imiona oraz lata panowania dużej liczby królów egipskich, poprzedzone listą imion bogów, którzy według tradycji rządzili Egiptem przed erą faraonów. 

## Odkrycie i rekonstrukcja
Pierwotna długość papirusu wynosiła 170 cm, a szerokość (wysokość) 41 cm. Obecnie składa się (porozrywany) z ponad 160 fragmentów. Wiele bardzo drobnych fragmentów zostało zniszczonych lub zaginęło. Znaleziony został w Tebach, w 1822 r., przez włoskiego podróżnika Bernardino Drovettiego. Został odkryty w stanie niemalże nienaruszonym. Jednakże od czasów, gdy król Sardynii podarował go Muzeum w Turynie, jego stan nieustannie pogarszał się. Jego ogromne znaczenie docenił Jean François Champollion, który później, wspomagany przez Gustawa Seyffartha, podjął się jego rekonstrukcji i konserwacji. Pomimo ich wysiłków zakończonych częściowym sukcesem (wiele spośród fragmentów udało się umieścić na swoim miejscu), wydaje się, że próbę rekonstrukcji podjęto zbyt późno i znaczna część fragmentów uległa zniszczeniu.
Mimo prób rekonstrukcji, brakuje około 50% treści papirusu. W 2009 r. zostały opulikowane nowe, wcześniej nieznane fragmenty, które znajdowały się w zbiorach Muzeum Egipskiego w Turynie w bardzo dobrym stanie. Oczekuje się wydanie nowej redakcji papirusu.

## Stworzenie listy i jej wykorzystywanie
Papirus został spisany oryginalnie na liście podatkowej, dlatego jego rewers zawiera nieznaną liczbę stron, na których spisano imiona osób i nazwy instytucji oraz najprawdopodobniej ich należności. Fakt, iż spisano go na liście podatkowej, może oznaczać, że nie miał on dużego znaczenia dla autora. Nieznane są źródła, z których korzystał autor. Być może jest to kopia istniejącego wcześniej dokumentu lub lista stworzona przez autora, mającego dostęp do archiwów świątynnych, spisów podatkowych i innych dokumentów.
Znacznie ciekawszy jest jednak jego awers, który zawiera spis bogów, bóstw oraz mitycznych i rzeczywistych królów, którzy rządzili Egiptem od zarania dziejów aż do czasów współczesnych autorom tego dokumentu. Nie zachował się ani jego początek, ani koniec. Nie znamy zatem ani wstępu (jeśli istniał), ani listy władców następujących po XVII dynastii. Nie ma zatem pewności, kiedy anonimowy skryba spisał na starszym spisie podatkowym listę imion królewskich. Nastąpiło to prawdopodobnie za czasów Ramzesa II, lecz nie można wykluczyć datowania aż do czasów XX dynastii. 
Prawdopodobnie ta lista królów była używana w celach administracyjnych albo jako odnośnik podatkowy.

## Treść papirusu
Lista podaje imiona władców, grupując niektórych z nich i podając lata panowania grup, co w większości pokrywa się z systemem dynastii Manetona. Co więcej, podaje również szczegółowo lata, miesiące i dni panowania poszczególnych władców. Wymienia również władców efemerycznych lub mających władzę tylko na ograniczonych terytoriach, lub też niewymienianych w innych źródłach. Lista podaje także władców hyksoskich, pomijanych w innych dokumentach. Ich imiona jednak nie zostały zapisane na liście w królewskich kartuszach i dodano do nich hieroglificzny znak identyfikujący ich jako obcych.
Papirus jest podzielony na 11 kolumn. W związku ze znacznymi uszkodzeniami papirusu i brakiem niektórych części, imiona i pozycje pewnych faraonów są tematem sporów

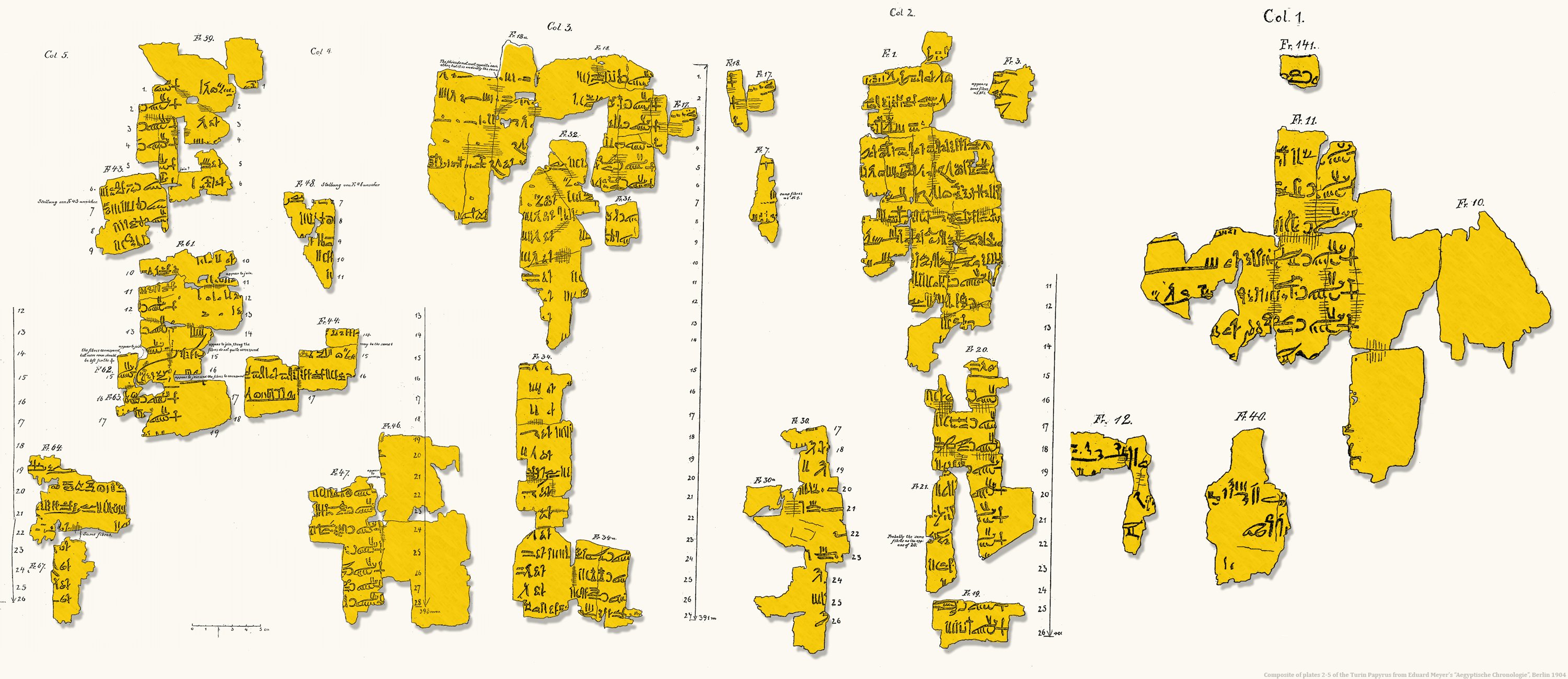
Kanon Turyński

- Kolumna 1 - dynastia bogów Starożytnego Egiptu
- Kolumna 2 - bogowie Starożytnego Egiptu, duchy i króli mityczni
- Kolumna 3 - wierszy 11-25 (Dynastii 1 i 2)
- Kolumna 4 - wierszy 1-25 (Dynastii 2-5)
- Kolumna 5 - wierszy 1-26 (Dynastii 6-8/9/10)
- Kolumna 6 - wierszy 12-25 (Dynastii 11 i 12)
- Kolumna 7 - wierszy 1-2 (Dynastii 12 i 13)
- Kolumna 8 - wierszy 1-23 (Dynastia 13)
- Kolumna 9 - wierszy 1-27 (Dynastii 13 i 14)
- Kolumna 10 - wierszy 1-30 (Dynastia 14)
- Kolumna 11 - wierszy 1-30 (Dynastii 14-17)

### Dynastie boskie i faraońskie według papirusu

#### Kolumna 1 - dynastia bogów Starożytnego Egiptu
1. Ra
2. ... (prawdodobnie Szu)
3. Geb
4. Ozyrys
5. Set
6. Horus
7. Thot
8. Maat
9. Hor... (prawdopodonie Heru-er)